# Враћање хране
Враћање хране или регургитација је појава невољног (нехотичног) враћања желудачног садржаја у једњак и ждрело, која настаје без претходне мучнине, напрезања (грчења) трбушних мишића или нагона на повраћање. Посебно је непријатна форма регургитације хлороводоничне киселине у ноћним часовима док особа спава.Најчешће је присутна код пацијената који имају већу желудачну (хијаталну) килу.
Код око 25% пацијената регургитација је повезана са одређеним степеном одложеног пражњења желуца (гастропареза), и код ових пацијената учесталост компликација због гастроезофагеалне рефлуксне болести је повећана. Основни значај симптома регургитације је њихов утицај на значајно смањење квалитета живота пацијената, јер углавном није везан за успешност отклањања симптома горушице употребом лекова.
Како је основни симптом регургитације анатомски поремећај, примена терапије лековима је знатно мање успешна у отклањању симптома него што је то случај када постоји изолована горушица.

## Етиопатогенеза
Прстенаст мишић (сфинктер) између желуца и једњака обично помаже у спречавању регургитације. Ако се наруши функција овог сфинктера настаје реургитација материјала киселог или горког укуса или киселине која излази из желуца.  Регургитација неукусне течности која садржи слуз или несварену храну може бити резултат сужења (стриктуре) или блокаде једњака или абнормалне кесице у једњаку која се зове Зенкеров дивертикулум.  Блокада може бити резултат оштећења изазваних киселином у једњаку, гутања каустичних супстанци, рака једњака или абнормалне контроле нерава која омета координацију између једњака и његовог сфинктера на отвору у желуцу (ахалазија).

### Хијатус хернија
Регургитација је најчешће присутна код болесника који имају већу желудачну килу (хернију хијатуса једњака)  или протрузију горњег дела желуца у грудни кош  кроз дијафрагму, када је у потпуности разорен одбрамбени механизам доњег сфинктера једњака. 
Број оболелих расте са старосном доби. Око 60% особа преко 50 година има хијаталну килу, а од овог броја њих, 9% има симптоме враћања хране.

### Гастроезофагеална рефлуксна болест
У отприлике око 80% болесника регургитација се јавља код болесника са гастроезофагеалном рефлуксном болести, као специфичан симптом, а уколико је удружена са горушицом, дијагноза ове болести се може поставити са сигурношћу у око 70% случајева.
Приближно 13% пацијената са гастроезофагеалном рефлуксном болести осећа регургитацију најмање 4 дана недељно, што значајно утиче на смањење квалитиета живота.

### Беретов једњак
Код Беретовог једњака симптоми спонтаног враћања хране су веома чести, и у 75% случајева болест је праћен горушицом, која у 25% случајева није присутна  јер већина ових болесника има веће желудачне киле, али и због чињенице што се током времена осећај горушице код ових болесника изгубио.
У 5-15% болесника, Беретов једњака са гастро езофагеалним рефлуксом, манифестује са предканцерозним стањем (метаплазијом или појавом желудачног епитела у једњаку), насталог због дуготрајне изложености желудачној киселини цилиндричног епитела хроничним рефлуксом желудачног садржаја.

### Остала обољења
Постоје три клиничка стања код којих регургитација није последица гастроезофагеалне рефлуксне болести (мада се ова стања често мешају):
- Једно је ахалазија, када се садржана храна и течност у једњаку, а не желуцу, враћају у ждрело. Код ахалазијом узрокованом регургитације не постоји желудачни сок или жуч и садржај враћене хране углавном чине предходно унети несварени састојци и повремено већа количина пљувачке.

- Друго клиничко стање је руминација или размишљање о томе како би било боље да сте рекли или урадили нешто другачије. Повезана је са са депресијом и анксиозношћу.  Јавља се током јела и представља стечено понашање у коме појединац подсвесно узрокује да се желудачни садржај врати кроз једњак у уста како би га потом поново прогутао.[3]
- Треће клиничко стање је  опструкција дисталног дела једњака (препрека на једњаку) која се осим код ахалазије среће и код великих дивертикулума дисталног дела једњака.

## Клиничка слика
Како је регургитација нехотично враћање садржаја желуца (чији највечи део чини  несварена или делимично сварена храна) у једњак и ждрело, она се јавља без претходне мучнине, напрезања или грчева трбушних мишића или нагона за повраћањем. Најчешћа је после оброка, а обично се погоршава савијањем и лежањем.
Посебно је непријатан облик регургитације киселине у ноћним сатима док особа спава. Тада се пацијенти нагло пробуде из сна због јаке иритације ждрела и нагона кашаљ и осећаја да ће се „удавити“.
Регургитација може бити праћена и симптомима респираторних компликација ако се регургитирани садржај желудца удахне.